# Kichai

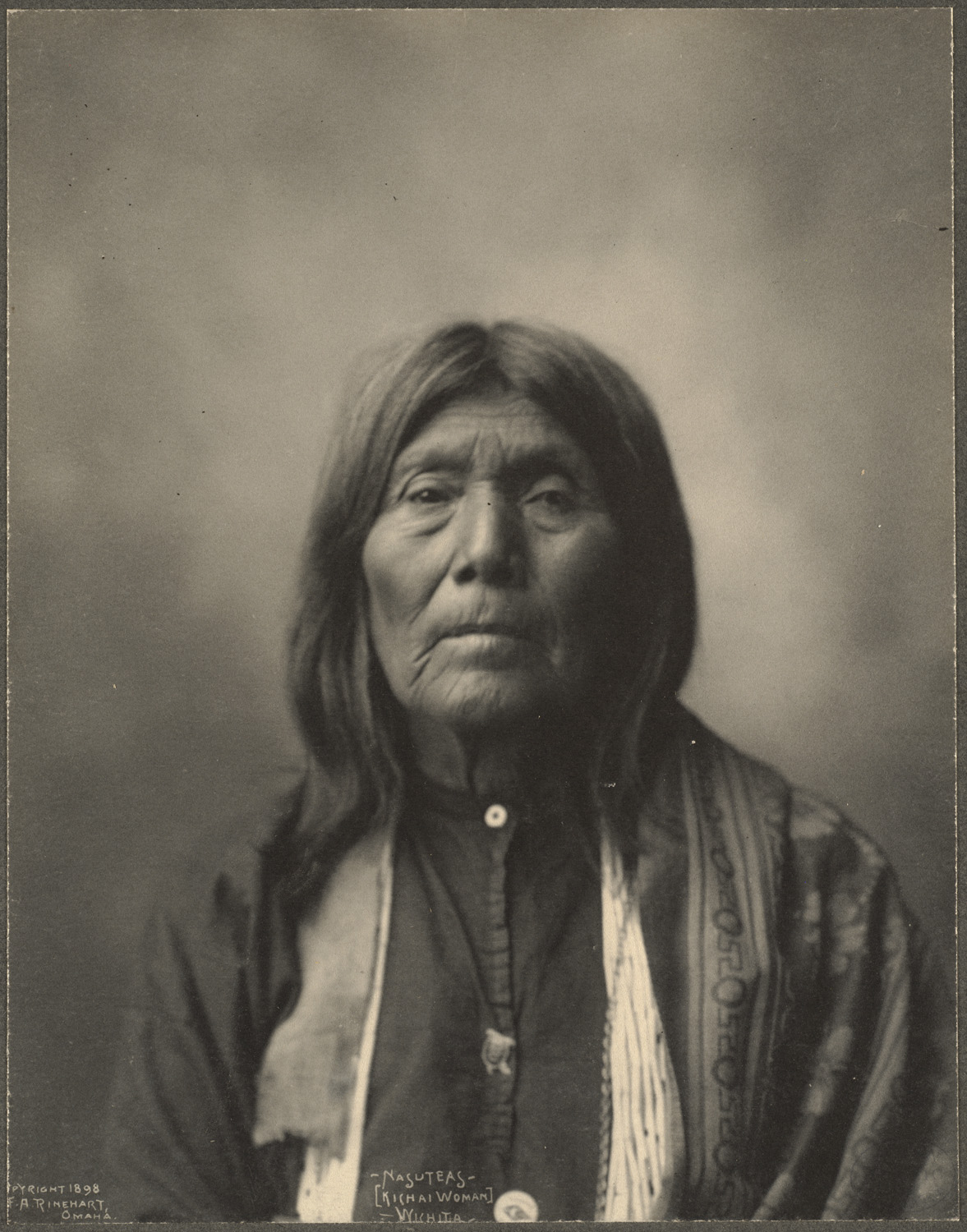
Foto de una mujer nativa de la tribu Kichai.

Los Kichai o K'itsäsh son una tribu nativa caddoana del sur de las Grandes Planicies. Al igual que las demás tribus de filiación caddoana, los Kichai son y fueron agricultores.
La etnia se extinguió en el siglo XX como tribu diferenciada; el último hablante fluido de la lengua kichai fue Kai Kai, una mujer indígena que colaboró con el Dr. Alexander Lesser para documentar su lenguaje.

## Historia
Históricamente, el territorio kichai incluía el centro sur de Oklahoma y el centro norte de Texas, al oeste de los Caddo, especialmente a lo largo del río Red. Varios sitios arqueológicos al norte de Texas estaban relacionados, sin certeza, a los Kichai; conocidos como sitios de Gilbert. Incluso algunos arqueólogos creen que los ancestros de los Kichai fueron los hombres prehistóricos de Spiro.
Hacia 1701, se encontraron a los Kichai aguas arriba del río Rojo y al sur en las fuentes superiores del río Trinity en Texas. En 1712, algunos de ellos estuvieron en guerra contra los Hasinai que vivían aguas abajo del río Trinity. En 1719, Jean-Baptiste Bénard de la Harpe reunió a los Kichai en el río Canadian, cerca de Nuevo México para combatir a los Apaches. La tribu se alió a los franceses y se mantuvieron en esa posición durante un tiempo.
En ese momento, los Kichai domaron sus primeros caballos. Los matrimonios fuera de la tribu se practicaban con los Kadohadachos (una tribu caddo). Según diversos documentos de Francia y España, los Kichai eran agricultores y cazadores, como la mayoría de los pueblos caddoanos. Se dividieron posteriormente en dos grupos, un grupo se alió al norte con los Wichita y el otro se mezcló con los Kadohadacho y otras bandas caddoanas.
Para 1772, su principal asentamiento tenía 30 casas y 80 guerreros, se encontraba en lo que ahora es Palestine, Texas. En 1778, un segundo pueblo estaba al sur de la aldea principal, probablemente en el sitio donde actualmente está Salt City. En total, la tribu contaba un centenar de guerreros.
Como todas las otras tribus, los Kichai sufrieron la llegada de nuevas enfermedades, y los conflictos entre los franceses, los españoles y los ingleses por el control de la región. Como resultado, su población disminuyó significativamente. Los Kichai sobrevivientes formaron una sola tribu con los Wichitas en 1835 mediante la firma de un tratado con los Estados Unidos.
Sin embargo, en 1837 los Rangers de Texas lucharon con los Kichai durante la llamada batalla de las Casas de Piedra, los Kichai salieron victoriosos a pesar de perder a su líder en el primer encuentro.
En 1855, los Kichai, junto con otras pequeñas tribus se asentaron en la reserva indígena del río Brazos. Tres años más tarde se refugiaron en el norte del territorio indio y se unieron a la tribu Wichita, que tenía agricultura, hogares y costumbres similares.
En la actualidad no existen como una tribu reconocida. Sus descendientes viven entre los Caddo, Wichita y mestizos en el centro-oeste de Oklahoma. En 1977, su población se estimó en 350 personas.